# Distrito de Lubań
Lubań (polaco: powiat lubański) es un distrito (powiat) del voivodato de Baja Silesia (Polonia). Fue constituido el 1 de enero de 1999 como resultado de la reforma del gobierno local de Polonia aprobada el año anterior. Limita al sur con la República Checa y con otros tres distritos: al nordeste con Bolesławiec, al este con Lwówek Śląski y al oeste con Zgorzelec; y está dividido en siete municipios (gmina): dos urbanos (Lubań y Świeradów-Zdrój), dos urbano-rurales (Leśna y Olszyna) y tres rurales (Lubań, Platerówka y Siekierczyn). En 2011, según la Oficina Central de Estadística polaca, el distrito tenía una superficie de 428,3 km² y una población de 55 899 habitantes.